# Бакиров, Энвер Закирович
Энвер Закирович Бакиров  (тат. Әнвәр Закир улы Бакиров; 7 июля 1920, Казань — 10 августа 2001, Казань) — советский и российский композитор, заслуженный деятель искусств Татарской АССР (1969), заслуженный деятель искусств РСФСР (1981), лауреат Республиканской премии имени Габдуллы Тукая (1973), народный артист Республики Татарстан (1993).

## Биография
В 1940 году окончил Казанское музыкальное училище, где по классу скрипки учился у Ильяса Ваккасовича Аухадеева (ныне его имя носит это училище), по классу композиции — у Юрия (Георгия) Васильевича Виноградова, 1907 года рождения, советского композитора и музыковеда, Заслуженного деятеля искусств ТАССР с 1954 года.
В 1940—1946 проходил службу в вооружённых силах, уволился в звании гвардии лейтенанта. В 1942 году окончил Ульяновское танковое училище имени В. И. Ленина.
В 1952 году окончил Казанскую государственную консерваторию по классу композиции, курс профессора Альберта Семёновича Лемана. В 1951—1956 годах преподавал в Казанском музыкальном училище.
В 1956—1957 годах работал заведующим литературной частью Татарского театра оперы и балета имени Мусы Джалиля. В 1958 году Бакиров построил и открыл музыкальную школу № 1 в городе Елабуга, которая в настоящее время носит его имя. В 1957—1970 годах работал в детских музыкальных школах Казани, Елабуги, руководил коллективами художественной самодеятельности в Казани, Мензелинске, Набережных Челнах.
Началом творческой деятельности Бакирова принято считать песню «Иртәнге серенада» (Утренняя серенада) (стихи Хәй Вахита, первый исполнитель Нияз Даутов), написанная в 1937 году. Песня стала одним из наиболее популярных произведений. За свою творческую жизнь Энвер Бакиров написал более двухсот песен, которые стали истинно народными.
Для творчества композитора характерен широкий диапазон жанров.
Одним из наиболее значительных произведений Бакирова является балет «Алтын тарак» («Золотой гребень», 1957 год), в новой редакции — «Су анасы» («Водяная», 1971 год), по мотивам одноимённой сказки Тукая. Этот балет является одним из самых популярных татарских балетов. В 1982 году им, в соавторстве с Ахметом Исхаком, завершена работа над оперой «Тукай», она принята Министерством культуры ТАССР к постановке, на основании заключения и рекомендации к постановке Секретариата Союза композиторов РСФСР. К сожалению, она до сих пор не поставлена. Оба автора этого произведения, посвящённого личной жизни Великого татарского поэта Габдуллы Тукая, уже ушли из жизни. Арии из этой оперы звучат только в концертном исполнении. Певцы, впервые исполнившие их когда были студентами Татарской консерватории, уже и сами состарились. А опера так и лежит на «полках» Татарского театра оперы и балета имени Мусы Джалиля.

## Произведения
- сонатина для виолончели и фортепьяно (1947)
- поэма «СУ АНАСЫ (Водяная)» (1952)
- кантата в 4-х частях для хора и двух солистов (1952)
- музыкальная комедия «ТАЛЬЯН МОҢЫ (Мелодия Тальянки)» (1962)
- опера «ГӨЛЗАДӘ (Гульзада)» (1968)
- музыкальная комедия «БЕРЕНЧЕ ФАКЕЛ (Первый факел)» (1970)
- балет «АЛТЫН ТАРАК (Золотой гребень)» (1957), во второй редакции — «СУ АНАСЫ (Водяная)» (1971)
- торжественная увертюра для симфонического оркестра «КамАЗ» (1972)
- музыкально-сценическая опера «ТУКАЙ» (1983)
- музыка для 8 драматических спектаклей (Татарский академический театр имени Галиаскара Камала имени Галиаскара Камала)

### Нотные сборники
- «Молодёжные песни», 10 песен для хора и солистов (1952)
- «Песни», 14 песен для хора и солистов (1955)
- «ӘНИЕМНЕН ҖЫЛЫ КОЧАГЫ (Тёплые объятия моей мамы)»,16 песен для школьников (1960)
- «Поют малыши», 10 песен для детей (1962)
- «Танцы из балета АЛТЫН ТАРАК (Золотой гребень)», художник — И. Хантемиров, Таткнигоиздат, 1963, 44 с.
- «Маленька берёзонька», 10 песен для детей (1964)
- «БАРАСЫ ДА КҮҢЕЛДӘ (Всё помню)», 20 песен (1966)
- «ВАТАН ЧАКЫРА (Родина зовёт)», художник — И. Субаев, Таткнигоиздат, 1967, 44 с.
- «МӘК ЧӘЧӘГЕ (Цветок мака)», художник — А. Садыйков, Таткнигоиздат, 1969, 44 с.
- «ТАЛЬЯН МОҢЫ (Мелодия тальянки)», художник — И. Субаев, Таткнигоиздат, 1970, 60 с.
- «МӘХӘББӘТЕМ (Любовь моя)», художник — Г. Трифонов, Таткнигоиздат, 1979, 84 с.
- «АВЫЛЫМ ТАҢНАРЫ (Деревенские рассветы)», художник — Ю. Пахомов, Таткнигоиздат, 1984, 72 с.
- "СУ АНАСЫ (Водяная), балет, клавир, художник — Г. Христиани, «Советский композитор»,1984, 128 с.
- «БОЛШЕВСКАЯ ТЕТРАДЬ», фортепьяно, первые шаги, рукопись автора 1987
- «БАЛАЛАР ӨЧЕН ҖИДЕ ПЬЕССА (Семь детских пьес)», художник — Г. Христиани, издательство «Советский композитор», 1988, 90 с.
- «САЙЛАНМА ҖЫРЛАР (Избранные песни)», художник — И. Субаев, Таткнигоиздат, 1990, 240 с.
- «МУЗЫКА ДӘРЕСЛӘРЕ ӨЧЕН ХРЕСТОМАТИЯ (Хрестоматия для музыкальных занятий)», две песни, художник — Л. М. Яркова, Таткнигоиздат,, 1990, 93 с.
- "СУ АНАСЫ (Водяная), балет, художники — Борис Кноблок и Н. Тишенкова, Казань, ДМШ № 6, 2010, 96 с.
- «СБОРНИК ИНСТРУМЕНТАЛЬНЫХ ПЬЕС ДЛЯ ДЕТСКИХ МУЗЫКАЛЬНЫХ ШКОЛ», Казань, ДМШ № 6, 2010, 196 с.
- «СБОРНИК ПЕСЕН ДЛЯ ДЕТЕЙ» Казань, ДМШ № 6, 2010, 32 с.

### Песни (романсы, хоровые произведения)
Энвер Бакиров автор более 200 песен, вот только часть из них:
| Оригинальное название   | Перевод                          | Автор текста                                     | Русское имя автора                       |
| ----------------------- | -------------------------------- | ------------------------------------------------ | ---------------------------------------- |
| Авылдашка хат           | Письмо односельчанину            | Ильдар (Гафур улы) Юзеев                         | Ильдар Гафурович Юзеев                   |
| Авылым минем            | Моя деревня                      | Сибгат Хәким(Таҗи улы Хәкимов)                   | Сибгат Тазиевич Хакимов                  |
| Авылым таңнары (романс) | Рассветы в моей деревне (романс) | Рәфкать Кәрами (Кәрам улы Кәрамиев)              | Рафкат Карамиевич Карамиев               |
| Агыйдел                 | Река Белая                       | Наҗар Нәҗми (Назмутдин улы Назмутдинов)          | Назар Назмутдинович Назмутдинов (Наджми) |
| Аерылсак та             | Даже если разведёмся             | Саҗидә (Гадель кызы) Сөләйманова                 | Сажида Гадельшевна Сулейманова           |
| Ай да ялгыз             | Даже месяц одинок                | Халык                                            | Народные                                 |
| Ай кызлар               | Ах девушки                       | Риза Ишморат (Фахрутдин улы Ишморатов)           | Риза Фахрутдинович Ишмуратов             |
| Ак яулыгың              | Твой белый платок                | Әхсән (Фахтелбаян улы)Баянов                     | Ахсан Фатхелбаянович Баянов              |
| Актаныш сылулары        | Актанышские красавицы            | Әхмәт (Әхәт улы) Рәшитов                         | Ахмет Ахатович Рашитов                   |
| Алтын кырларда          | В золотых полях                  | Xәсәин Шабанов                                   | Хусаин Шабанов                           |
| Аан йөрәге              | Материнское сердце               | Гөлшат Зәйнәшева (Хисам кызы)                    | Гульшат Зайнашева                        |
| Ана сагышы              | Материнская тоска                | Резеда Вәлиева (Тафкалюн кызы)                   | Резеда Валиева                           |
| Ана җыры                | Песня матери                     | Шәйхи Маннур (Шәйхелислам Фәрхулла улы Маннуров) | Шайхи Маннур                             |
| Аппагым                 | Душечка                          | Мөхәммәт Садри (Хәбибулла улы Садретдинов)       | Мухаммет Садри                           |
| Ашытым                  | Моя речка Ашыт                   | Разил Вәлиев (Исмагил улы)                       | Разил Валиев                             |
| Балыкчы җыры            | Песня рыбака                     | Риза Ишморат (Фахрутдин улы Ишморатов)           | Риза Ишмурат                             |
| Барыбер                 | Всё равно                        | Госман Садә (Госман Мохтасар улы Зәйнетдинев)    | Гусман Саде                              |
| Барысы да күнелдә       | Всё помню                        | Сибгат Хәким (Таҗи улы Хәкимов)                  | Сибгат Хаким                             |
| Без юлда                | Мы в пути                        | Факил Әмәк (Миңнемөхәммәт улы Сафин)             | Факиль Эмек                              |
| Бер минут               | Одна минута                      | Шәриф Биккол (Сәгадәтулла улы Биккулов)          | Шариф Биккол                             |
| Беренче яңгыр           | Первый дождь                     | Әминә Бикчәнтәева (Әхмәт кызы)                   | Амина Бикчантаева                        |
| Бәхет кайда?            | Счастье где?                     | Гөлшат Зәйнәшева (Хисам кызы)                    | Гульшат Зайнашева                        |
| Бишек җыры              | Колыбельная                      | Мөхәммәт Садри (Хәбибулла улы Садретдинов)       | Мухаммет Садри                           |
| Ватан чакыра            | Родина зовёт                     | Кави Латыйп (Таһир улы Латыйпов)                 | Кави Латып                               |
| Гармунчы                | Гармонист                        | Кадыр Даян (Хаким улы)                           | Кадыр Даян                               |
| Дәү әнием               | Моя бабушка                      | Әминә Бикчәнтәева (Әхмәт кызы)                   | Амина Бикчантаева                        |
| Зәңгәр алка             | Голубая серьга                   | Шәрига Taһирова (Гази кызы)                      | Шарига Тагирова                          |
| Изге эшем               | Моё святое дело                  | Әхмәт Исхак (Габдулла улы Исхаков)               | Ахмет Исхак                              |
| Кичке диңгез            | Вечернее море                    | Шәрига Taһирова (Гази кызы)                      | Шарига Тагирова                          |
| Ленин утлары            | Ленинские огни                   | Илдар Юзиев (Гафур улы)                          | Ильдар Юзиев                             |
| Мәк чәчәге              | Цветок мака                      | Альберт Абдуллин (Иван улы Чернобровкин)         | Альберт Абдуллин                         |
| Назлы яр                | Ласковый мой                     | Шәрига Taһирова (Гази кызы)                      | Шарига Тагирова                          |
| Ромашкалар              | Ромашки                          | Рәйсә Ишморатова (Гыйниятулла кызы Чебдарова)    | Раиса Ишмуратова                         |
| Сагынам                 | Скучаю                           | Шәриф Биккол (Сәгадәтулла улы Биккулов)          | Шариф Биккол                             |
| Талпына йөрәгем         | Сердце моё окрыляется            | Шәриф Биккол (Сәгадәтулла улы Биккулов)          | Шариф Биккол                             |
| Унсигез яшем            | Мои восемнадцать лет             | Мәхмүт Хөсәен (Хафиз улы Хөсәенов)               | Махмут Хусаин                            |
| Фәйрүзә                 | Файруза                          | Рәшит Гәрәй (Гәрәй улы Гәрәев)                   | Рашит Гарай                              |
| Хәтерлим                | Помню                            | Шәүкәт Галиев (Гали улы Идиятуллин)              | Шаукат Галиев                            |
| Чишмә җыры              | Песня родника                    | Муса Җәлил (Мостафа улы Залилов)                 | Муса Джалиль                             |
| Ык сулары               | Воды Ика                         | Рәшит Гәрәй (Гәрәй улы Гәрәев)                   | Рашит Гарай                              |
| Энҗе чәчәккләре         | Ландыши                          | Нур Гайсин (Ахияр улы)                           | Нур Гайсин                               |
| Яшьләр җыры             | Молодёжная                       | Мөнир Мазунов (Хәсән улы)                        | Мунир Мазунов                            |
| Әгәр белгән булсам      | Если б знал я                    | Шәриф Биккол (Сәгадәтулла улы Биккулов)          | Шариф Биккол                             |
| Әйткән идең             | Говорила ты                      | Хәсән Туфан (Хисбулла Фәхрулла улы)              | Хасан Туфан                              |
| Үпкәләмә                | Не обижайся                      | Әхмәт Гадел (Әхмәт Һадый улы Гаязов)             | Ахмет Гадель                             |
| Җидегән чишмә           | Родник медведицы                 | Гомәр Бәширов (Бәшир улы)                        | Гумер Баширов                            |
| Һич юк тиндәшең         | Нет равных тебе                  | Мәхмүт Хөсәен (Хафиз улы Хөсәенов)               | Махмут Хусаин                            |

## Награды и звания
- Медаль «За трудовое отличие» (14 июня 1957 года)
- Заслуженный деятель искусств Татарской АССР (1969 год)
- Государственная премия Татарской АССР имени Габдуллы Тукая (1973 год)
- Заслуженный деятель искусств РСФСР (1981 год)
- Народный артист Республики Татарстан (1993 год)

## Воспоминания дочери
Гульнар Бакирова, об отце (недоступная ссылка)

## Память
Именем Бакирова названы две музыкальные школы:
- детская музыкальная школа № 1 Елабуги;
- детская музыкальная школа № 6 Казани.